# Duppach
Duppach in der Vulkaneifel ist eine Ortsgemeinde im Landkreis Vulkaneifel in Rheinland-Pfalz. Sie gehört der Verbandsgemeinde Gerolstein an.

## Geographie

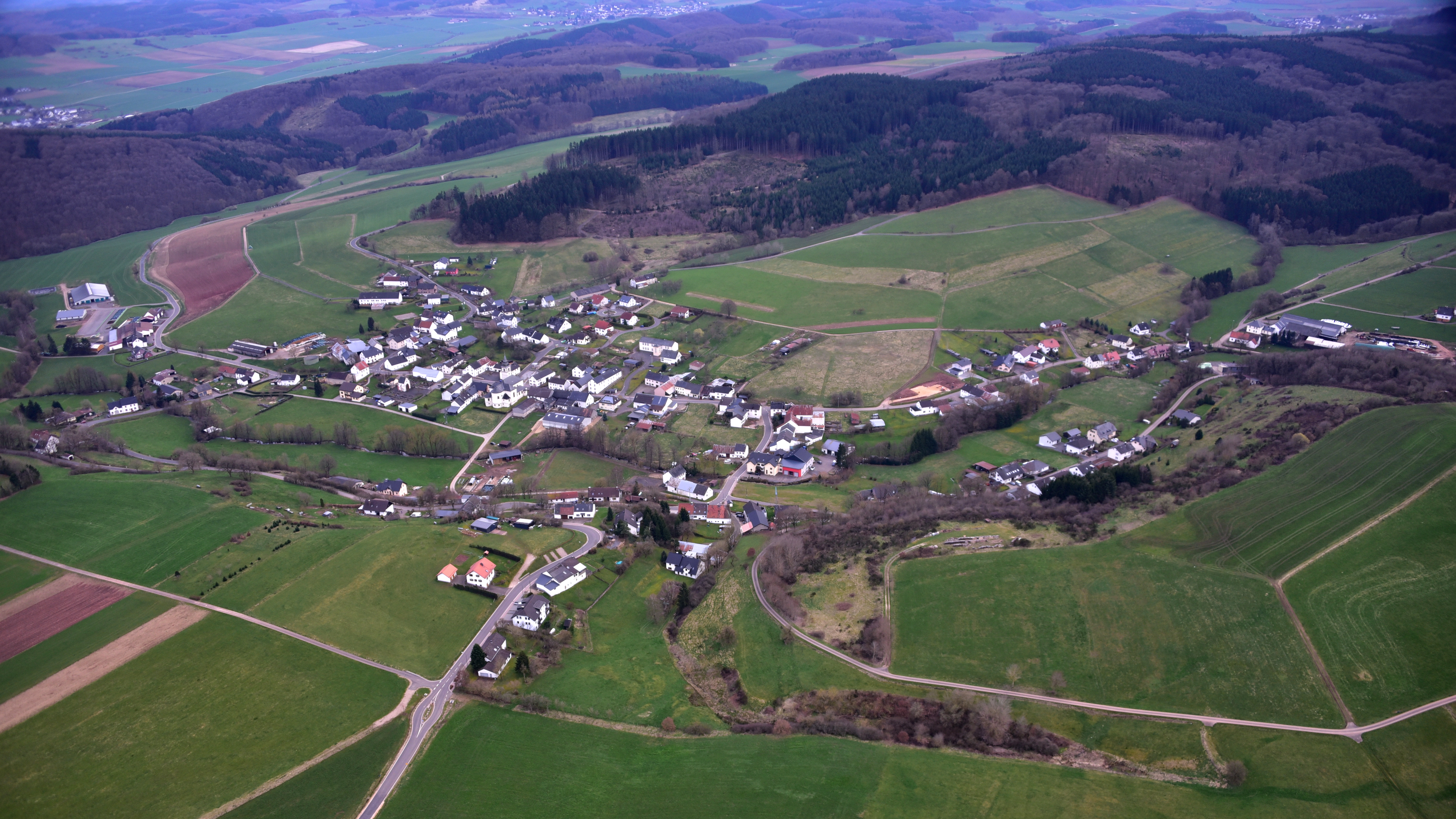
Duppach, Luftaufnahme (2016)

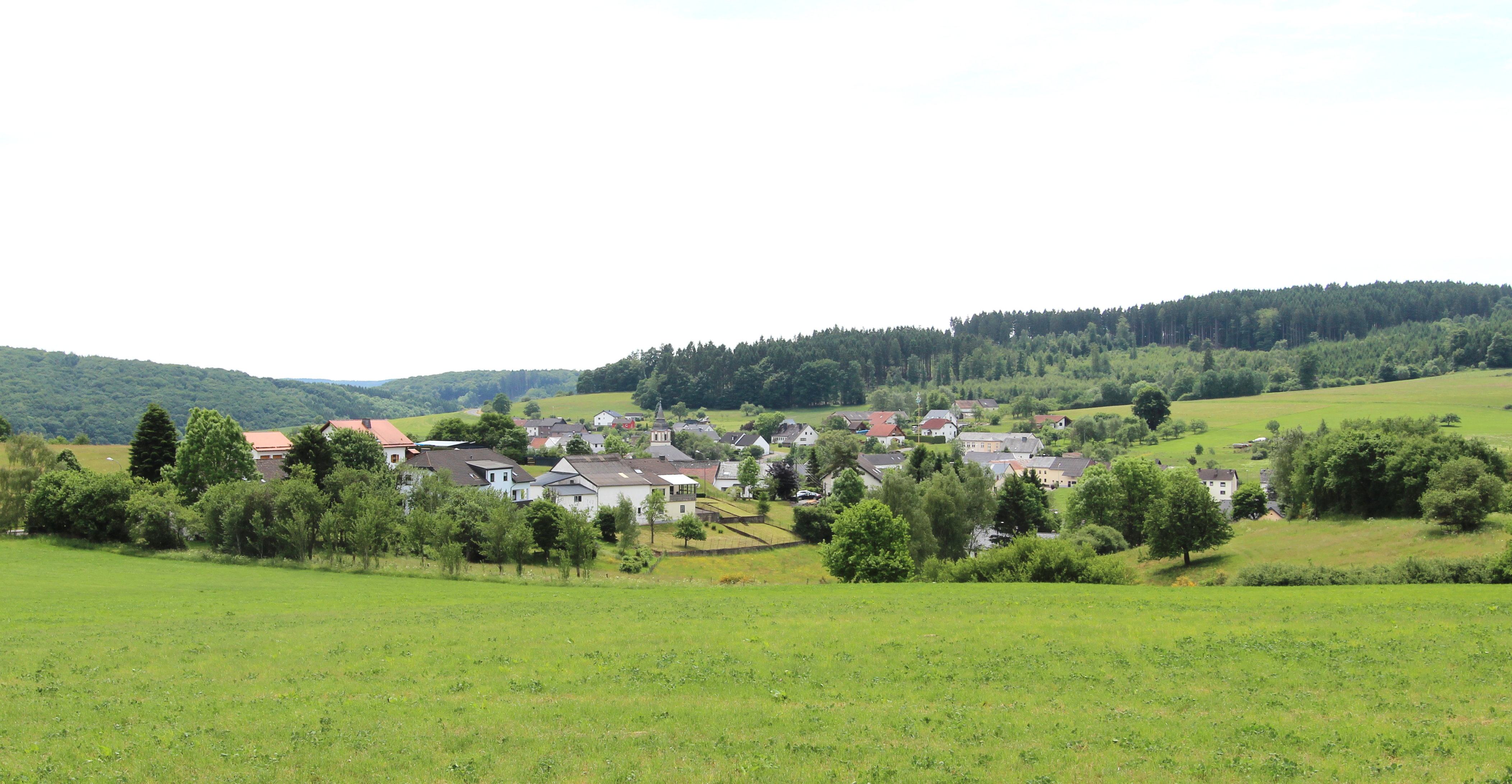
Duppach 2017

Die Duppacher Gemarkung liegt in einer Höhenlage zwischen 400 und 600 m ü. NHN, wobei sich der Ort selber in einer Talmunde auf 460 m befindet. Zur Gemeinde gehören die Wohnplätze Heilert und Weiermühle.
Die Städte Hillesheim und Gerolstein sind 10 km entfernt. Bis in die Stadt Prüm sind es 13 km.

## Geschichte
Bei archäologischen Ausgrabungen ab dem Jahr 2002 wurden im Ortsteil Weiermühle Reste einer römischen Villa sowie zweier großer Grabdenkmäler gefunden. Durch den Archäologischen Förderverein Duppach e. V. (gegründet 2003) werden die Grabungen in unregelmäßigen Abständen weiter geführt. Grabungsleiter ist Peter Henrich.
Im Rahmen der rheinland-pfälzischen Funktional- und Gebietsreform wurde Duppach zusammen mit 14 weiteren Gemeinden am 7. November 1970 vom gleichzeitig aufgelösten Landkreis Prüm in den Landkreis Daun (seit 2007 Landkreis Vulkaneifel) umgegliedert.
Einwohnerentwicklung
Die Entwicklung der Einwohnerzahl von Duppach, die Werte von 1871 bis 1987 beruhen auf Volkszählungen:
| Jahr | Einwohner |
| ---- | --------- |
| 1815 | 209       |
| 1835 | 329       |
| 1871 | 346       |
| 1905 | 361       |
| 1939 | 373       |
| 1950 | 409       |
| 1961 | 360       |
| 1970 | 355       |

| Jahr | Einwohner |
| ---- | --------- |
| 1987 | 308       |
| 1997 | 325       |
| 2005 | 310       |
| 2010 | 287       |
| 2011 | 295       |
| 2017 | 288       |
| 2018 | 291       |
| 2023 | 275       |

## Politik

### Gemeinderat
Der Gemeinderat in Duppach besteht aus sechs Ratsmitgliedern, die bei der Kommunalwahl am 9. Juni 2024 in einer Mehrheitswahl gewählt wurden, und dem ehrenamtlichen Ortsbürgermeister als Vorsitzendem. Bis 2014 gehörten dem Gemeinderat acht Ratsmitglieder an.

### Bürgermeister
Thomas Humble wurde am 9. Juli 2024 Ortsbürgermeister von Duppach. Da bei der Direktwahl am 9. Juni 2024 kein Wahlvorschlag eingereicht wurde, oblag die Neuwahl des Bürgermeisters gemäß rheinland-pfälzischer Gemeindeordnung dem Rat, der auf seiner konstituierenden Sitzung Thomas Humble für fünf Jahre wählte.
Sein Vorgänger Gottfried Wawers hatte das Amt seit 2009 inne und kandidierte 2024 nicht erneut. Wawers Vorgänger Theo Wawers, sein Vater, hatte das Amt des Ortsbürgermeisters 20 Jahre ausgeübt.

### Wappen
| Wappen von Duppach | Blasonierung: „Durch Wellenschnitt von gold über blau geteilt; oben ein wachsender schwarzer, rotbewehrter Löwe, unten zwei silberne Hirschstangen, ein goldenes Kreuz einschließend.“ |
| Wappen von Duppach | Wappenbegründung: Der Löwe im oberen Wappenteil nimmt Bezug auf die früheren Landesherren, die Edlen Herren von Blankenheim. Kirchenpatron von Duppach ist Sankt Hubertus, auf ihn weisen die Hirschstangen und das Kreuz hin. Der Wellenschnitt symbolisiert die zahlreichen Bachläufe, die den Ort umgeben. |

## Kultur und Sehenswürdigkeiten

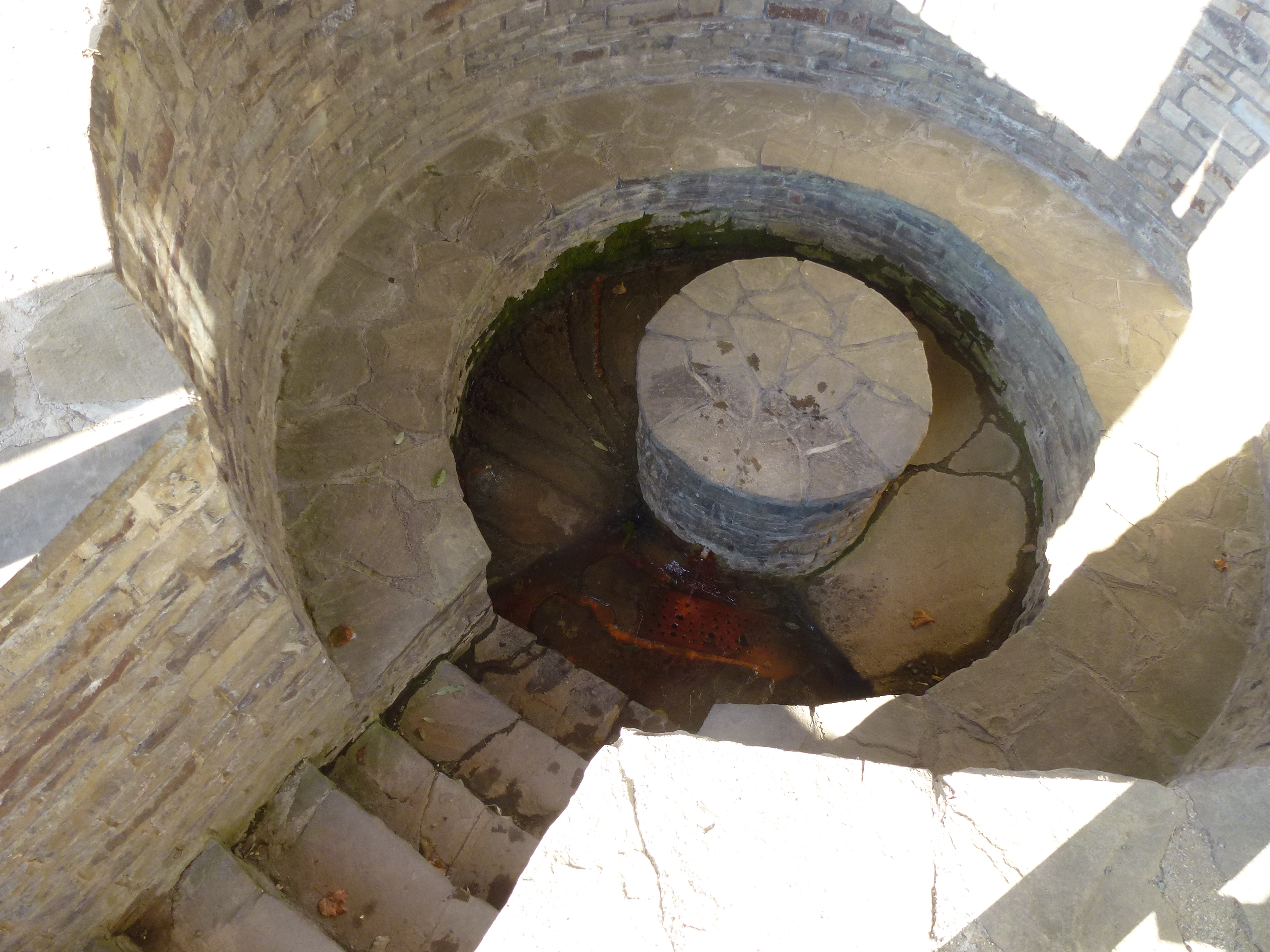
Duppacher Quelle, ein Sauerbrunnen (in der Eifel Drees genannt)

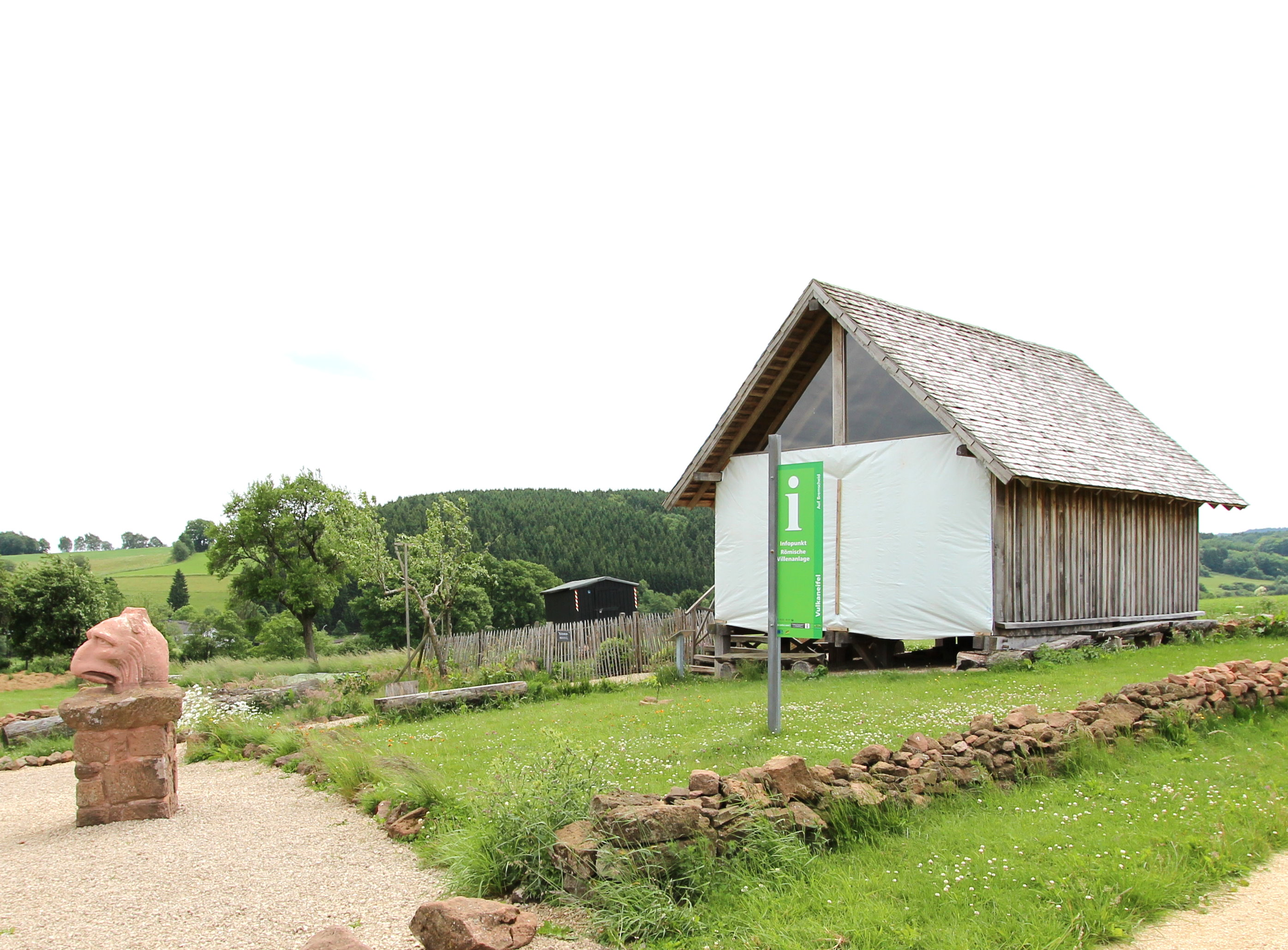
Info-Zentrum Duppach-Weiermühle

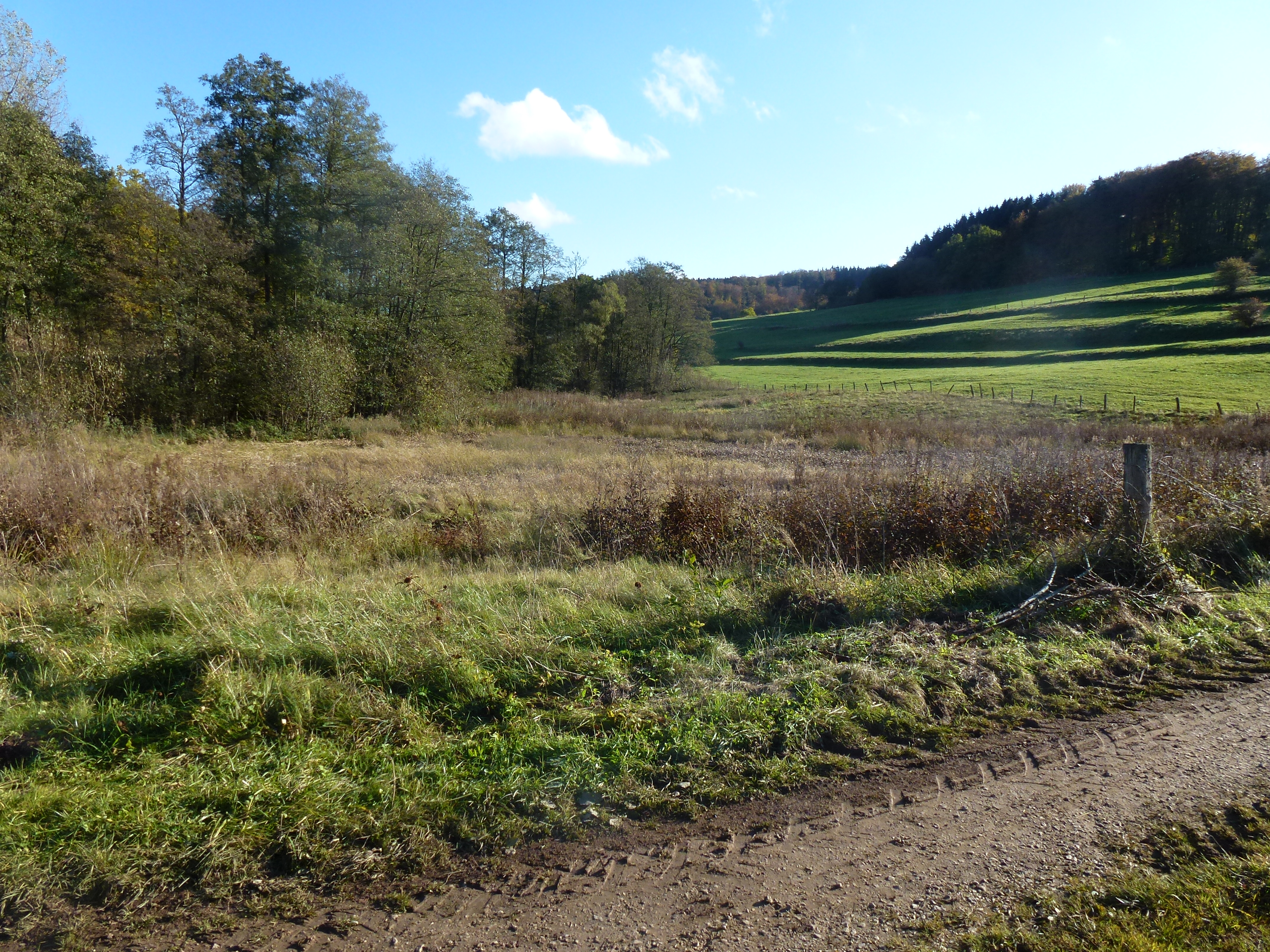
Duppacher Maar

### Bauwerke
- Friedhofskapelle von 1551 – Chor der ehemaligen katholischen Pfarrkirche aus dem Jahre 1330
- Katholische Pfarrkirche St. Hubertus von 1927
- Römische Nekropole (Begräbnisstätte) und Villenanlage von Duppach-Weiermühle[10]
- Archäologisches Info-Zentrum (⊙) am Grabungsgelände von Duppach-Weiermühle (Nachbau eines römischen 6-Pfosten-Speichergebäudes)
- „Adenauervilla“ – Bauruine einer Villa für Konrad Adenauer im Duppacher Kammerwald von 1955/1956 (⊙)

### Grünflächen und Naherholung
- Erlebnisschmiede und historisches Sägewerk[11]
- Wanderwege um Duppach[12]
- Frei zugänglicher Mineralbrunnen „Duppacher Drees“ (⊙)[13]
- „Duppacher Maar“ – ein 1930 trockengelegter, ehemals fischreicher Weiher[14][15][16]
- Nördlich zwischen Duppach und Steffeln befindet sich das Eichholzmaar mit den Mineralquellen „Steffelner Drees“ und „Aueler Drees“.

### Regelmäßige Veranstaltungen
- Jährliches Kirmes- bzw. Kirchweihfest am Namenstag des heiligen Hubertus meist am zweiten Wochenende im November. Zwingende Voraussetzung für den Beginn der Kirmes ist das Ausgraben der „Kirmes-Knooch“ (Schädel eines Bullenkopfes mit Hörnern).[17]

Siehe auch: Liste der Kulturdenkmäler in Duppach
Siehe auch: Liste der Naturdenkmale in Duppach

## In Duppach geboren
- Klaus-Peter Müller (* 1944), ehemaliger Aufsichtsratsvorsitzender der Commerzbank AG
- Christine Schmitz (* 1958), Klassische Philologin, Hochschullehrerin